# Salvation (album)
Pour les articles homonymes, voir Salvation.
Albums de Cult of Luna
The Beyond
(2003) Somewhere Along the Highway
(2006)
Salvation est le troisième album studio du groupe de post-hardcore Cult of Luna sorti en 2004 chez Earache Records. On assiste ici à un changement assez radical au niveau de la composition. L'ambiance générale, bien que toujours aussi sombre, a tendance à être plus calme. On s'éloigne du côté "sludge" pour arriver à intégrer de plus en plus d'influences post-rock. Ce changement a déstabilisé plusieurs fans du groupe, mais a reçu un écho relativement positif.

## Track listing
Tous les morceaux ont été écrits par Cult of Luna.
1. "Echoes" – 12:30
2. "Vague Illusions" – 10:14
3. "Leave Me Here" – 7:15
4. "Waiting for You" – 10:47
5. "Adrift" – 7:19
6. "White Cell" – 5:40
7. "Crossing Over" – 8:32
8. "Into the Beyond" – 11:26

Un clip vidéo a été fait pour Leave Me Here, dirigé par Anders Forsman et Linus Johansson. Sa première apparition télévisuelle a été faite le 30 avril, 2005 sur MTV2 et Fuse TV.

## Personnel

### membres du groupe
- Thomas Hedlund – batterie et percussions
- Andreas Johansson – basse
- Magnus Lindberg – percussions, mixage et production
- Erik Olofsson – guitare et design
- Johannes Persson – guitare et chant
- Klas Rydberg – chant
- Anders Teglund – clavier

### autre personnel
- Per Gustafsson – design
- Pelle Henricsson – mastering
- Anna Ledin – photographie